# Patte de loup

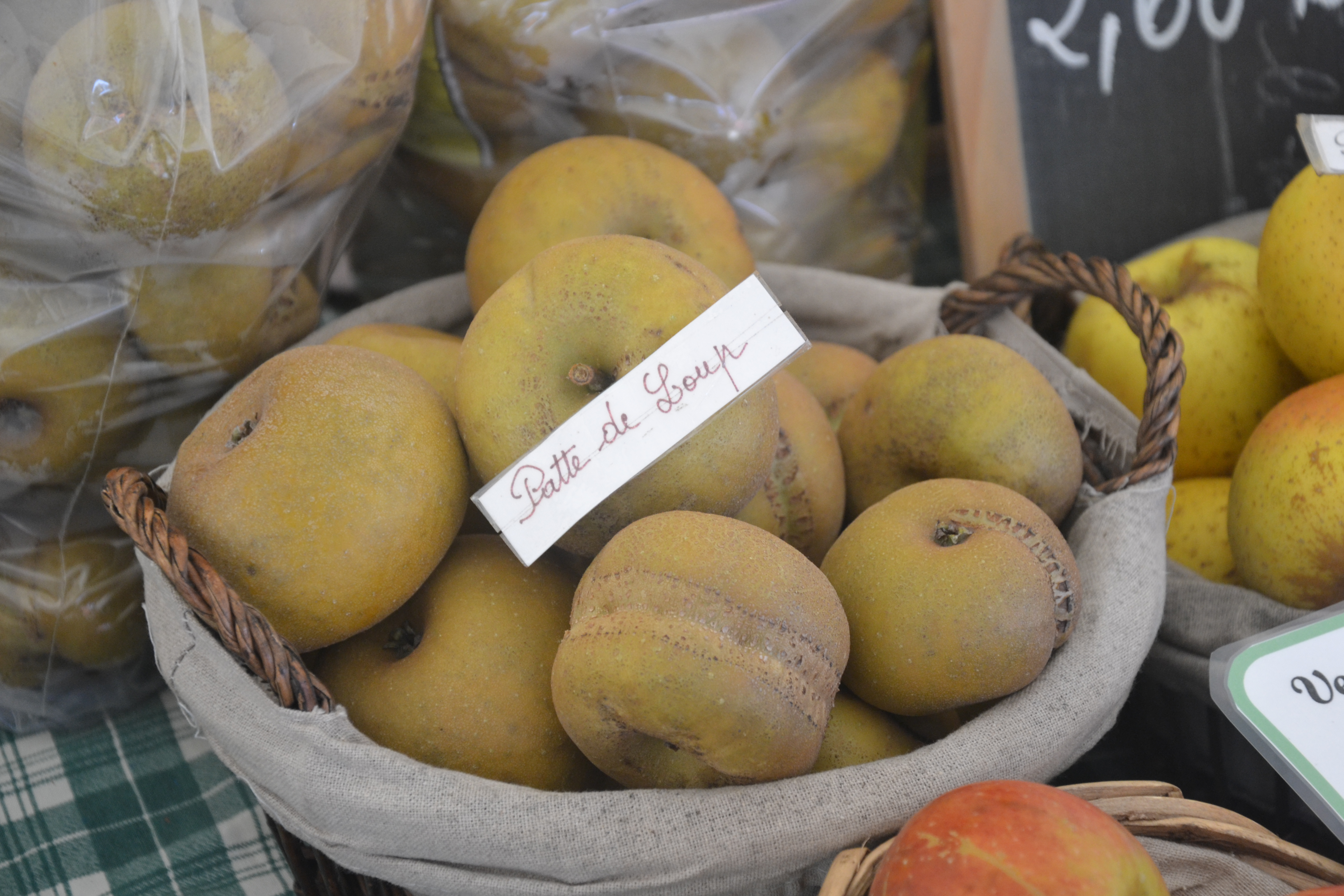
Pommes de la variété patte de loup.

Patte de loup aussi appelée  « de loup », « Pocre de loup » (1835, Millet, Description des fleurs et des fruits du Maine et Loire) est une variété de pomme jadis cultivée dans l'arrondissement de Beaupréau dont elle serait originaire . 

## Histoire
Elle devrait son nom à la marque ressemblant à une cicatrice qui apparait parfois tout autour du fruit, comme si un loup l'avait griffé. 
Patte ou pocre (main)de loup désignent également et sans raison évidente dans l'ouest de la France une renoncule âcre,, la berce sphondyle ou le lycopode en massue.
« Je ne saurais préciser l'âge de cette variété. Ce fut elle, peut-être, qu'en 1670 le moine Claude Saint-Étienne appelait déjà pomme de Loup, sans la caractériser ?  Quoi qu’il en soit, je n’ai rencontré le nom pomme de Loup, que chez cet auteur et son copiste allemand, Henri Hessen, qui en 1690 publia le Jardin d’agrément, ou Gartenlust (p. 277) » écrit  André Leroy. La romancière Valérie Valeix affirme sans référence qu'il s'agit de la pomme préférée d'Anne de Bretagne. 
La variété est proche de fenouillet gris. Au XIXe siècle, le congrès pomologique français a décrit et recommandé ce fruit pour sa « bonne qualité, sa longue conservation, son transport facile, la solidité de son attache à l'arbre, et la grande fertilité de ce dernier ».

## Description
La patte de loup est une pomme de grosseur moyenne, de forme sphérique, sensiblement comprimée aux pôles et souvent ayant un côté plus développé que de l'autre. Le pédoncule est court et gros, planté dans un vaste et profond bassin. L'œil est grand ou moyen, ouvert ou mi-clos, à cavité unie et prononcée. 
La peau est rugueuse, brun fauve, nuancée de vert, légèrement squameuse et fortement ponctuée de gris. La chair quelque peu jaunâtre ou verdâtre est fine, compacte et ferme. 
Elle est sucrée, délicatement acidulée et parfumée avec un léger goût anisé. 

## Culture
L'arbre au port érigé est vigoureux et fertile. Les yeux sont gros, coniques arrondis, très cotonneux, partiellement collés sur le bois. Les feuilles moyennes, ovales, vert terne en dessus, blanc grisâtre en dessous, rarement acuminées, profondément crénelées. Le pétiole de moyenne longueur, gros, non cannelé. Stipules courtes, mais généralement assez larges. Elle se cultive sous toute forme et toute espèce de sujet, il fait des arbres irréprochables peu sensibles aux parasites et en particulier à la tavelure du pommier. 
La pomme étant bien attachée à l'arbre, on peut le cultiver dans des zones ventées.
La floraison de l'arbre va de mi-saison à tardive, il est pollinisé par Golden delicious ou Reinette d'Orléans. La maturité est tardive : de janvier à mars